# Kolíkovník
Kolíkovník (Avicennia) je rod slanomilných rostlin čeledi paznehtníkovité.
Rod zahrnuje mangrovové stromy vyskytující se v pobřežní zóně estuárů s charakteristickými chůdovitými kořeny a pneumatoforami.
Je znám pod názvem api api, to v malajštině znamená „ohně“, což odkazuje na skutečnost, že se na kolíkovnících často shromažďují světluškovití brouci. Odborný rodový název Avicennia nese rod na počest perského lékaře Avicenny (980–1037).

## Rozšíření
Rod Avicennia je pantropický s přesahy do mírného pásma. Druhy rodu Avicennia se vyskytují jižně od obratníku Raka. V Česku se tento rod nevyskytuje.

## Taxonomie
Taxonomické zařazení rodu Avicennia je diskutabilní. V některých klasifikacích byl řazen do čeledi Verbenaceae, ale později byl řazen některými botaniky do monogenerické čeledi kolíkovníkovité (Avicenniaceae). V současnosti je na základě fylogenetických studií řazen v systému Angiosperm Phylogeny Group do čeledi paznehtníkovité (Acanthaceae).
Určení druhu je obtížné s ohledem na velkou proměnlivost druhu Avicennia marina. Uznáváno je 8 až 10 druhů, přičemž druh Avicennia marina je dále dělen do mnoha poddruhů.

## Popis
Zástupci rodu patří k nejtolerantnějším mangrovům vůči soli, a jsou často prvními kolonizátory nově uložených sedimentů. Míza je slaná a přebytečná sůl je vylučována listy. Bohatě se větvící kořenový systém poskytuje rostlinám stabilitu v pohyblivých substrátech.
Nad povrch substrátu vystupují pneumatofory sloužící k výměně plynů, neboť v bahnitém substrátu je jen velmi málo kyslíku. Květy jsou aromatické, bohaté na nektar a opiluje je hmyz. Embrya jsou kryptoviviparní, což znamená, že jejich vývoj začíná před tím, než je semeno odděleno od mateřské rostliny, ale klíček se nedostane z tobolky.

## Druhy
- Avicennia alba Blume
- Avicennia balanophora Stapf & Moldenke
- Avicennia bicolor Standl.
- Avicennia germinans (L.) L. – kolíkovník černý
- Avicennia integra N.C. Duke
- Avicennia marina (Forssk.) Vierh. – kolíkovník mořský
- Avicennia officinalis L. – kolíkovník lékařský
- Avicennia schaueriana Stapf & Leechm. ex Moldenke
- Avicennia tonduzii Moldenke